# Newington (Georgia)
Newington – miasto w Stanach Zjednoczonych, w stanie Georgia, w hrabstwie Screven.